# Доброселиці-Другі
Доброселиці-Другі (пол. Dobrosielice Drugie) — село в Польщі, у гміні Дробін Плоцького повіту Мазовецького воєводства.
Населення — 100 осіб (2011).
У 1975-1998 роках село належало до Плоцького воєводства.

## Демографія
Демографічна структура станом на 31 березня 2011 року:
|          | Загалом | Допрацездатний вік | Працездатний вік | Постпрацездатний вік |
| -------- | ------- | ------------------ | ---------------- | -------------------- |
| Чоловіки | 48      | 7                  | 33               | 8                    |
| Жінки    | 52      | 17                 | 21               | 14                   |
| Разом    | 100     | 24                 | 54               | 22                   |